# میدفیلد (آلاباما)
میدفیلد (به انگلیسی: Midfield) شهری در شهرستان جفرسون ایالت آلاباما است که مساحت آن ۶٫۸۷ کیلومتر مربع است و در سرشماری سال ۲۰۱۰ میلادی، ۵٬۳۶۵ نفر جمعیت داشته و تراکم جمعیتی آن، ۷۸۰٫۹۳ نفر در هر کیلومتر مربع بوده است.